# Silvano d'Orba
Silvano d'Orba, (Silvan en piemontès) és un municipi situat al territori de la província d'Alessandria, a la regió del Piemont (Itàlia).
Limita amb els municipis de Capriata d'Orba, Castelletto d'Orba, Lerma, Ovada, Rocca Grimalda i Tagliolo Monferrato.
Pertanyen al municipi les frazioni de Bacchetti, Bessica, Bolla, Bordini, Caraffa, Castagnola, Guastarina, Milanesi, Pagliaccia, Pagliara, Passada, Pianterasso, Pieve, Prieto, Ravino, Setteventi, Valle Cochi, Villa, Volpreto i Merli.

## Galeria fotogràfica

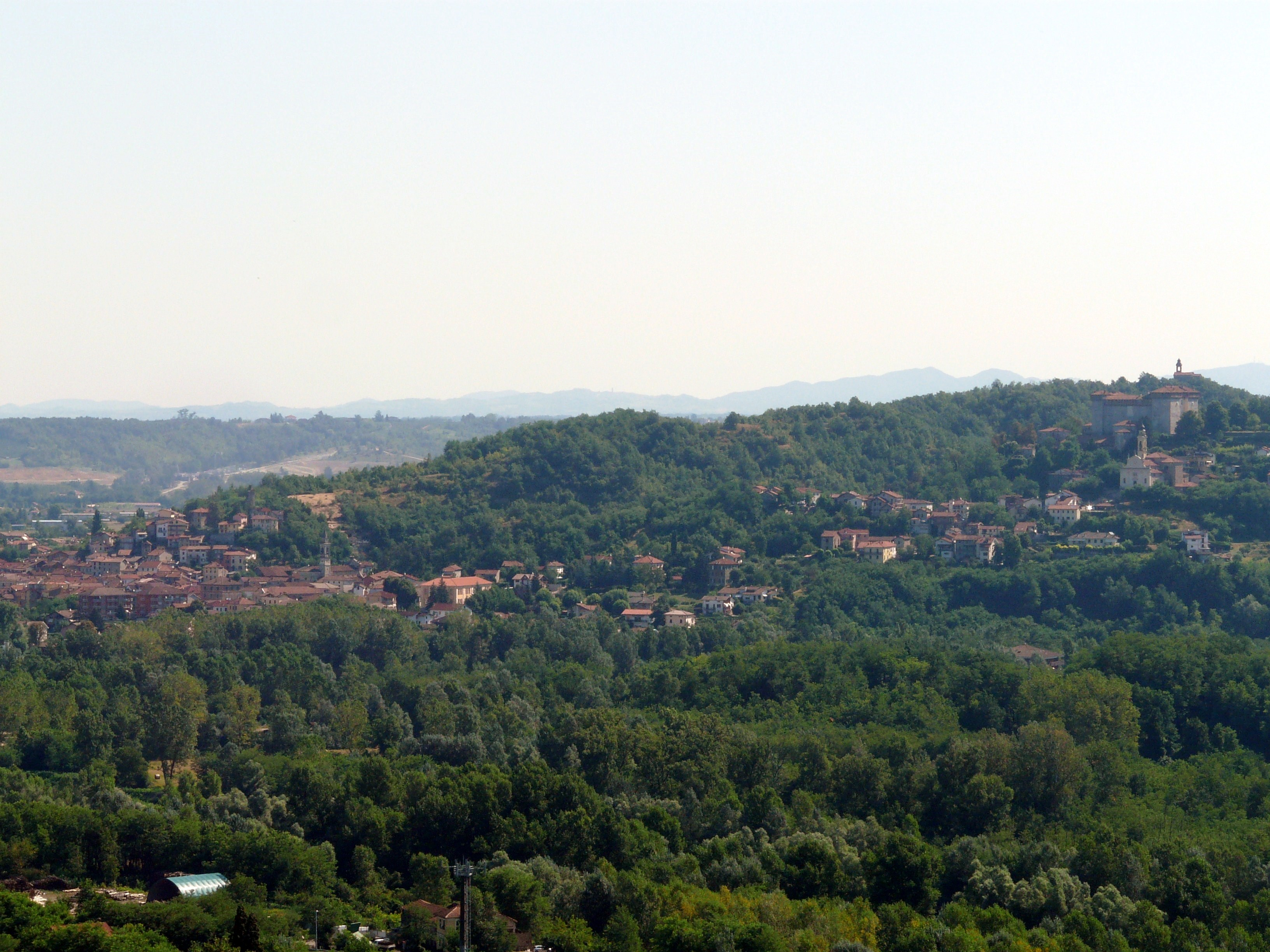
Vista del poble
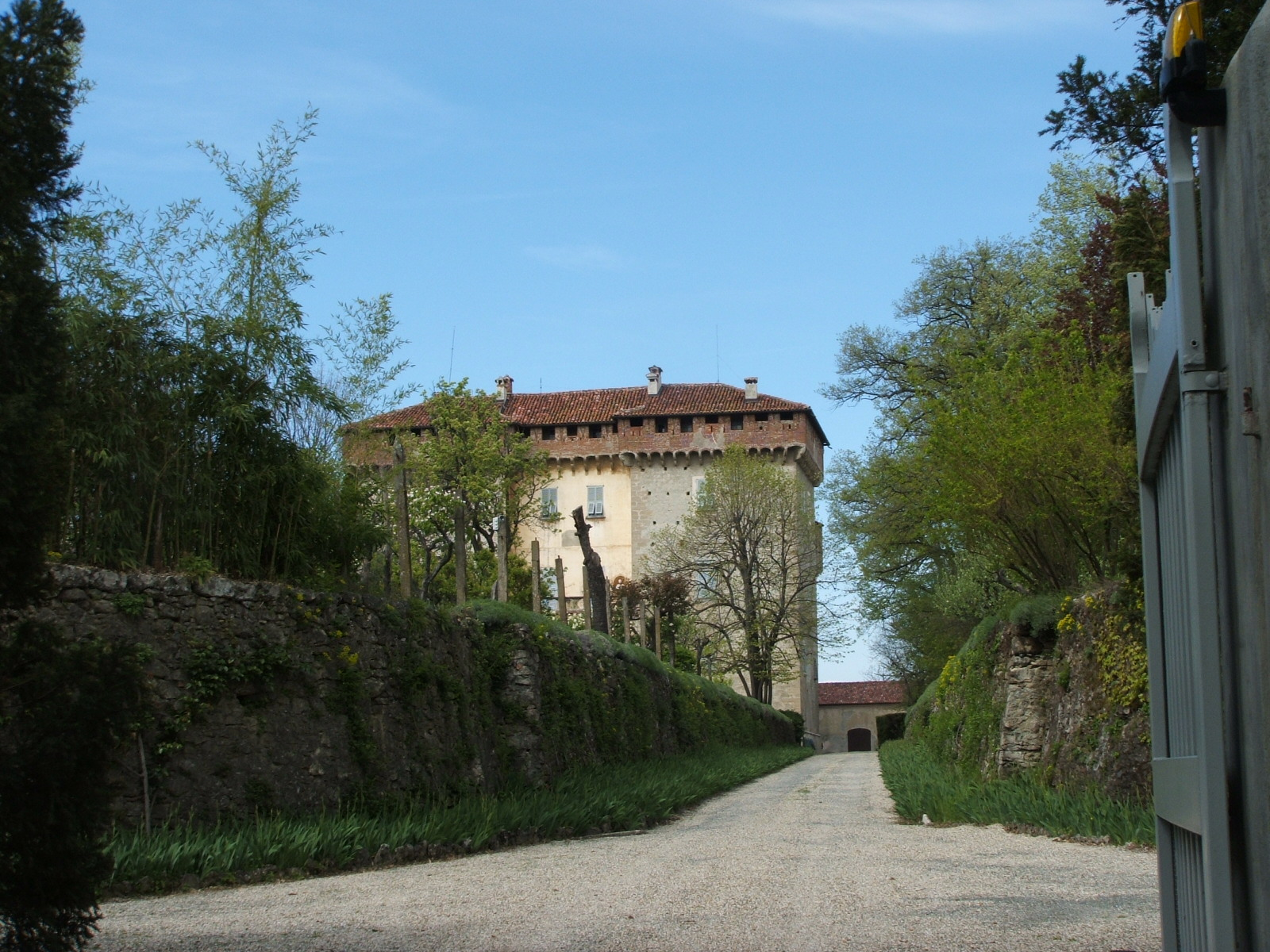
Castell Adorno
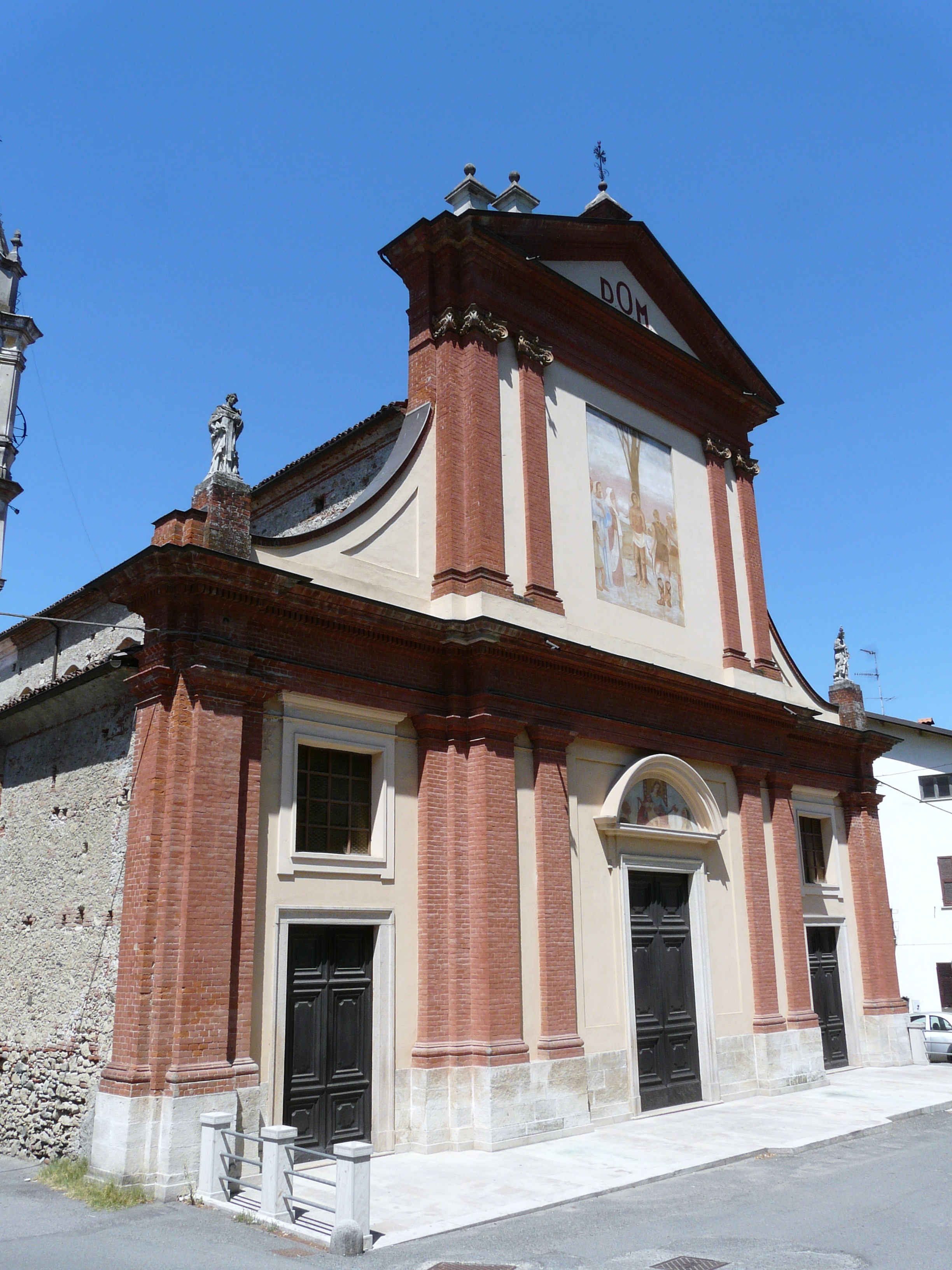
Església de S.Sebastià
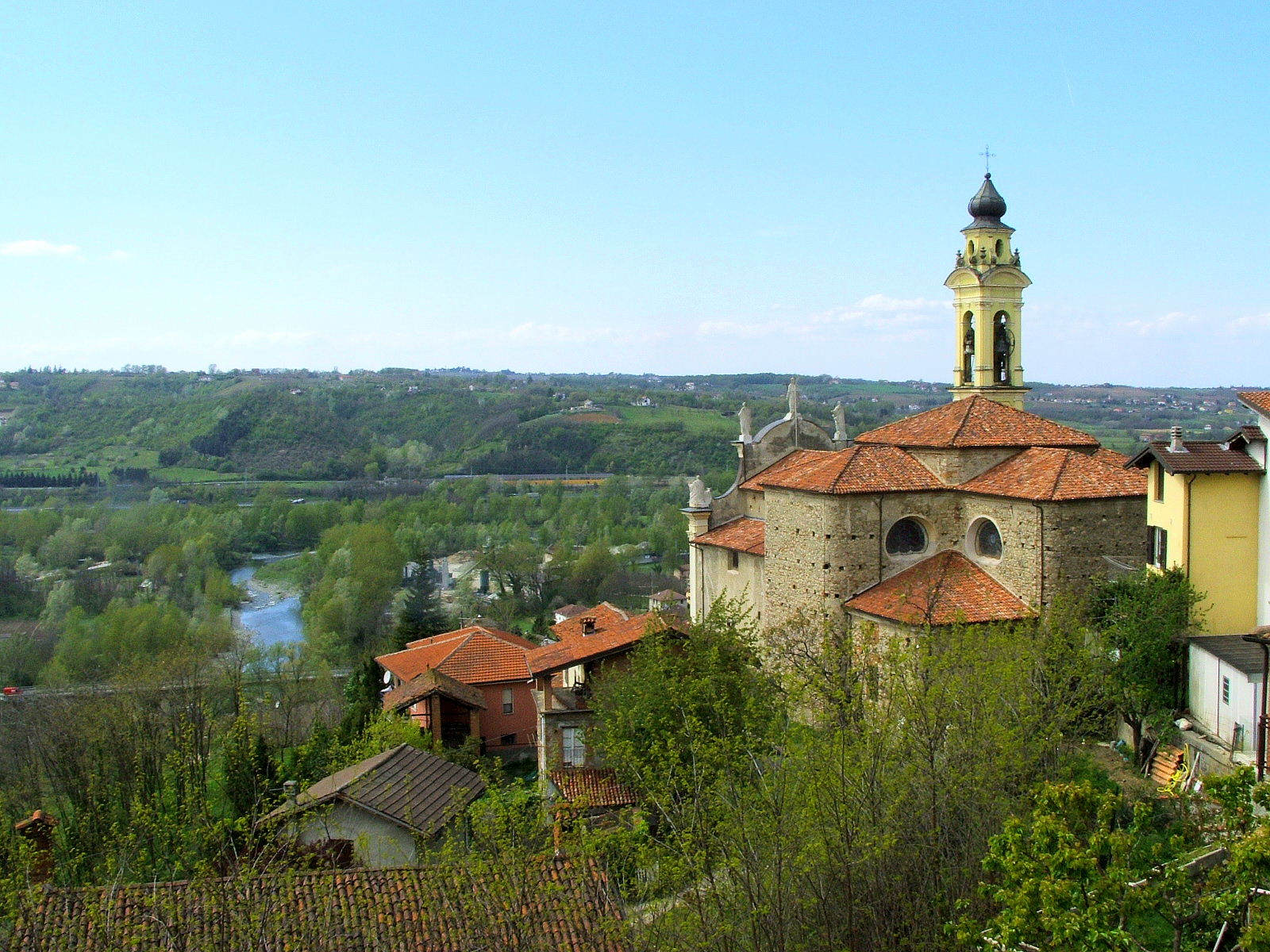
Església de S. Pere
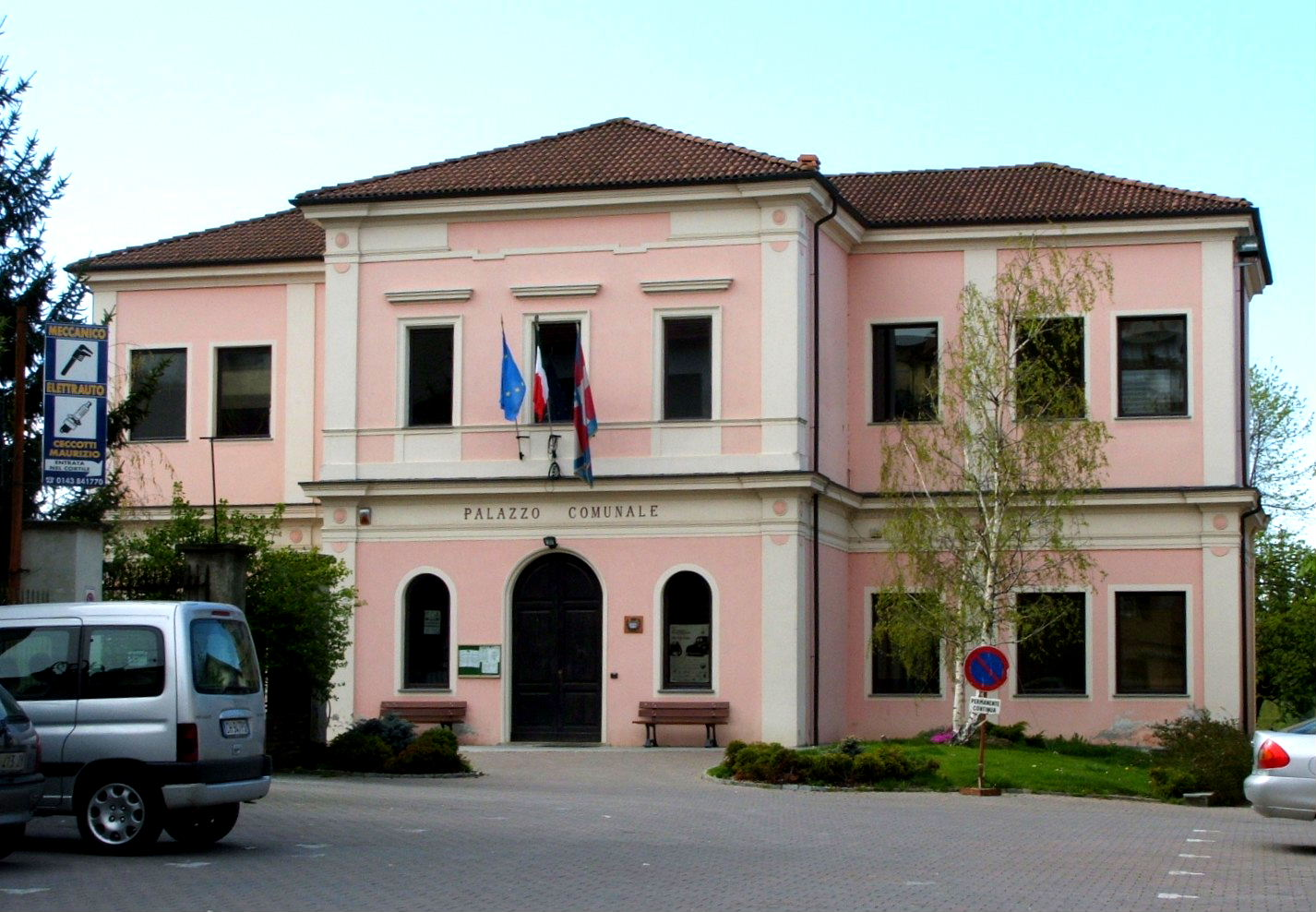
Ajuntament